# Phyllometra cacuminaria
Phyllometra cacuminaria är en fjärilsart som beskrevs av Jules Pièrre Rambur 1866. Phyllometra cacuminaria ingår i släktet Phyllometra och familjen mätare. Inga underarter finns listade i Catalogue of Life.